# عقيل أحمد (كاتب)
عقيل أحمد (بالإنجليزية: Aqeel Ahmed)‏ هو منتج أفلام وكاتب سيناريو ومخرج بريطاني، ولد في 14 يوليو 1987 في لندن في المملكة المتحدة.

## وصلات خارجية
- الموقع الرسمي
- عقيل أحمد على موقع IMDb (الإنجليزية)